# Большой ромбогексаэдр
Большой ромбогексаэдр — невыпуклый однородный многогранник. Двойственным ему является большой ромбогексакрон. Вершинная фигура — самопересекающийся четырёхугольник.

## Раскраска
Есть споры по поводу раскраски граней этого многогранника. Хотя обычным способом раскраски многоугольников является раскраска в один цвет всей внутренности многоугольника, это может привести к появлению областей, висящих как пластинки над пустым пространством. В результате иногда используется «неораскраска». В неораскраске ориентируемые многогранники раскрашиваются традиционно, а грани неориентируемых многогранников раскрашиваются по модулю 2 (только области нечётной плотности).
| Традиционная раскраска | «Неораскраска» |

## Связанные многогранники
Многогранник имеет то же расположение вершин, что и у выпуклого усечённого куба. Кроме того, он имеет то же расположение рёбер, что и у квазиромбокубооктаэдра (12 таких же квадратных граней), и у большого кубокубоктаэдра (одинаковые восьмиугольные грани).
| Усечённый куб | квазиромбокубооктаэдр | Большой кубокубоктаэдр | Большой ромбогексаэдр |

Многогранник может быть получен как исключающее «ИЛИ» трёх октаграмных призм.

### Большой ромбогексакрон
Большой ромбогексакрон — невыпуклый изоэдральный многогранник. Многогранник является двойственным большому ромбогексаэдру (U21). Многогранник имеет 24 одинаковые грани в форме галстука-бабочки, 18 вершин и 48 рёбер
Многогранник имеет 12 внешних вершин, которые имеют одно и то же расположение вершин, как у кубооктаэдра, и 6 внутренних вершин с расположением вершин как у октаэдра.
По геометрии поверхности многогранник можно рассматривать как тело, визуально подобное каталанову телу, гекзакисоктаэдру, в котором более тонкие пирамиды с ромбами в основании присоединены к каждой грани ромбододекаэдра.